# Hua Ho Department Store
Hua Ho Department Store is een warenhuisketen in Brunei. De keten werd in 1947 opgericht door Lau Gim Kok. Sindsdien heeft het bedrijf zich snel uitgebreid in het land. Later volgden enkele landbouwbedrijven die producten en gevogelte leveren aan de landelijke supermarkten.

## Filialen
Hua Ho heeft begin 2024 dertien verkooppunten in Minimart, Sengkurong, Gadong 2, Yayasan, Kiulap, Delima, Manggis, Tanjong Bunut, Tutong, Mulaut, Bebatik Kilanas, Onecity Sungai Hanching en Kpg Salar.

## Huismerken
Vanwege de toenemende vraag is Hua Ho begonnen met de productie van hun eigen huismerk, BONUS, dat elektrische en dagelijkse goederen verkoopt, zoals tissues en wasmiddelen. 

## Klantenkaarten
Hua Ho had ook twee klantenkaartsystemen geïntroduceerd: de H2-kaart en de SYMB-kaart. Deze twee loyaliteitskaarten werken met verschillende beloningssystemen. 

### H2
Het gebruik van de H2-kaart is van toepassing in 9 Hua Ho-warenhuizen, namelijk:
- Kiulap
- Delima
- Tutong
- Gadong 2
- Mini Mart
- Mulaut
- Bebatik Kilanas
- Sungai-Hanching
- Kg Salar

### SYMB
In het jaar 2008 lanceerde Hua Ho Department Store de SYMB Bonus Card voor zijn warenhuizen in: 
- Sengkurong
- Manggis
- Tanjong Bunut
- Yayasan

## Sluiting van Yayasan-filiaal
Op 16 januari 2018 sloot het SYMB-filiaal in Yayasan na 21 jaar haar deuren. 